# An Innocent Grafter
An Innocent Grafter est un film muet américain réalisé par Allan Dwan et sorti en 1912.

## Synopsis
Jack Burton, dont le père est mort, est le seul soutien de sa mère. Un jour, il rencontre un jeune homme qui lui parle d'un vieux puits de pétrole abandonné. Les deux hommes décident d'investir de l'argent pour exploiter ce puits. Mais, une fois le capital réuni, le partenaire de Burton change d'avis…

## Fiche technique
- Réalisation : Allan Dwan
- Date de sortie : États-Unis : 12 février 1912

## Distribution
- J. Warren Kerrigan : Jack Burton
- Pauline Bush : la fiancée de Jack
- Jack Richardson : le partenaire de Jack